# Dereczyn (gmina)
Dereczyn – dawna gmina wiejska istniejąca do 1939 roku w woj. nowogródzkim (obecnie na Białorusi). Siedzibą gminy było miasteczko Dereczyn (2180 mieszk. w 1921 roku).
W okresie międzywojennym gmina Dereczyn należała do powiatu słonimskiego w woj. nowogródzkim. 1 kwietnia 1929 do gminy Dereczyn przyłączono wsie Mielewicze i Dorohlany oraz majątek Nowe Milewicze, wchodzące dotychczas w skład gminy Kuryłowicze. Po wojnie obszar gminy Dereczyn wszedł w struktury administracyjne Związku Radzieckiego.